# لورينزو فونتانا
لورينزو فونتانا (بالإيطالية: Lorenzo Fontana)‏ هو سياسي إيطالي، ولد في 10 أبريل 1980 في فيرونا في إيطاليا. نشط حزبياً في رابطة الشمال.

## مناصب
- في انتخابات البرلمان الأوروبي 2009، انتخب عضو في البرلمان الأوروبي عن دائرة شمال شرق إيطاليا [الإنجليزية]‏ لترشحه ضمن  قائمة رابطة الشمال، وقد انضم خلال فترته النيابية (14 يوليو 2009 – 30 يونيو 2014)  للكتلة البرلمانية Europe of Freedom and Democracy [الإنجليزية]‏.
- انتخب عضو مجلس النواب في الجمهورية الإيطالية (20 مارس 2018 – ).
- انتخب Italian Minister of Family ‏ (1 يونيو 2018 – ).
- انتخب عضو في البرلمان الأوروبي عن دائرة شمال شرق إيطاليا [الإنجليزية]‏ لترشحه ضمن  قائمة رابطة الشمال، وقد انضم خلال فترته النيابية (11 يوليو 2014 – 22 مارس 2018)  للكتلة البرلمانية غير مرتبطين.

## وصلات خارجية
- الموقع الرسمي